# Aeroport d'Ambriz
L'aeroport d'Ambriz (codi IATA: AZZ, codi OACI: FNAM) és un aeroport que serveix Ambriz, una ciutat de la província de Bengo a Angola. La seva balisa no direccional és al nord del camp de vol.